# Gibilmanna
Gibilmanna  è una contrada di Cefalù, avente 11 abitanti. Si trova sulle pendici del Pizzo Sant'Angelo ad un'altitudine di 795 metri sul livello del mare, all'interno del Parco delle Madonie.
Nella località si trovano il Santuario di Gibilmanna, il Museo Fra Giammaria da Tusa, con l'annessa biblioteca, mentre non esistono più il monastero benedettino fondato da San Gregorio Magno e una chiesetta dedicata a San Michele Arcangelo.

## Etimologia
Nei documenti normanni la località viene citata con i toponimi di Gibilmagne e Zibelmanno, tradizionalmente interpretati come corruzioni di Jubileo magno, in relazione con una festa in onore di San Gregorio Magno. Tuttavia l'utilizzo occidentale del termine giubileo, di origine ebraica, sembra risalire ad un'epoca posteriore alle prime attestazioni del nome del santuario. Un'altra possibilità è nel riferimento piuttosto al termine latino jubilum (gioia).
Il nome sembra essere piuttosto di origine araba, dalle espressioni Gebel-El-Man, Gibel-El-Mann o Gibel-El-Mannat, Gibel-El-Iman, nelle quali il termine gibel/gebel significa monte, mentre il secondo termine è stato interpretato come divieto, oppure manna. Monte dei divieto potrebbe riferirsi alla fitta vegetazione che impediva il passaggio, o per la proibizione di pellegrinaggi al santuario cristiano da parte degli Arabi conquistatori. Monte della manna si riferirebbe invece alla presenza di frassini produttori di una sostanza vischiosa chiamata manna, oppure, come Monte della grazia o del dono divino, in riferimento proprio alla presenza del santuario. Infine un'ultima interpretazione indica il significato di Monte della fede.

## Clima
| Gibilmanna          | Mesi | Mesi | Mesi | Mesi | Mesi | Mesi | Mesi | Mesi | Mesi | Mesi | Mesi | Mesi | Stagioni | Stagioni | Stagioni | Stagioni | Anno |
| Gibilmanna          | Gen  | Feb  | Mar  | Apr  | Mag  | Giu  | Lug  | Ago  | Set  | Ott  | Nov  | Dic  | Inv      | Pri      | Est      | Aut      | Anno |
| ------------------- | ---- | ---- | ---- | ---- | ---- | ---- | ---- | ---- | ---- | ---- | ---- | ---- | -------- | -------- | -------- | -------- | ---- |
| T. max. media (°C)  | 7,7  | 8,3  | 10,0 | 13,0 | 18,3 | 23,2 | 26,4 | 26,5 | 22,5 | 17,2 | 12,9 | 9,2  | 8,4      | 13,8     | 25,4     | 17,5     | 16,3 |
| T. min. media (°C)  | 3,5  | 3,3  | 4,5  | 6,8  | 10,8 | 15,0 | 17,8 | 18,2 | 15,4 | 11,5 | 7,9  | 5,2  | 4,0      | 7,4      | 17,0     | 11,6     | 10,0 |
| Precipitazioni (mm) | 66   | 54   | 49   | 40   | 27   | 11   | 10   | 18   | 40   | 75   | 70   | 69   | 189      | 116      | 39       | 185      | 529  |

## Santuario
Il santuario di Gibilmanna, dedicato alla Santissima Vergine Assunta, è un celebre luogo di culto della provincia di Palermo, appartenente alla Diocesi di Cefalù. Si trova a circa 800 m s.l.m. sulle pendici occidentali del Pizzo Sant'Angelo (cima delle Madonie), sulla cui cima esisteva una chiesetta dedicata a San Michele Arcangelo.

## Osservatorio geofisico
Sul Cozzo Timpa Rossa, a 1005 m s.l.m. si trova l'Osservatorio dell'Istituto Nazionale di Geofisica e Vulcanologia (INGV). L'Osservatorio di Gibilmanna, sede distaccata dell'INGV  si è occupata nell'ultimo ventennio dello sviluppo di strumentazione per il monitoraggio sismico sottomarino. Dal 1976 è in funzione un osservatorio ionosferico che trae la sua importanza dal fatto che è il più meridionale in Europa, in una situazione ove mancano altro osservatori in Nord Africa.
La rete D.C.P. del Servizio Meteorologico dell'Aeronautica Militare, ha 110 stazioni, tra le quali la stazione meteo automatica di Gibilmanna (D.C.P. 16442) posizionata ad un'altitudine di 999 m  s.l.m., presso l'Osservatorio Geofisico.